# Canadian Professional Hockey League 1928/29
Die Saison 1928/29 war die dritte und letzte reguläre Saison der Canadian Professional Hockey League (CPHL). Meister wurden die Windsor Bulldogs.

## Teamänderungen
Folgende Änderungen wurden vor Beginn der Saison vorgenommen:
- Die Stratford Nationals stellten den Spielbetrieb ein.
- Die Toronto Ravinas stellten den Spielbetrieb ein.
- Die Kitchener Millionaires wurden nach Toronto, Ontario, umgesiedelt und änderten ihren Namen in Toronto Millionaires.
- Die Windsor Hornets änderten ihren Namen in Windsor Bulldogs.
- Die Buffalo Bisons wurden als Expansionsteam in die Liga aufgenommen.
- Die Kitchener Flying Dutchmen wurden als Expansionsteam in die Liga aufgenommen.

## Modus
In der Regulären Saison absolvierten die acht Mannschaften jeweils 42 Spiele. Für einen Sieg erhielt jede Mannschaft zwei Punkte, bei einem Unentschieden einen Punkt und bei einer Niederlage null Punkte.

## Reguläre Saison

### Tabelle
Abkürzungen: GP = Spiele, W = Siege, L = Niederlagen, T = Unentschieden, GF = Erzielte Tore, GA = Gegentore, Pts = Punkte
|                           | GP | W  | L  | T | GF  | GA  | Pts |
| ------------------------- | -- | -- | -- | - | --- | --- | --- |
| Detroit Olympics          | 42 | 27 | 10 | 5 | 131 | 67  | 59  |
| Windsor Bulldogs          | 42 | 25 | 12 | 5 | 114 | 76  | 55  |
| Toronto Millionaires      | 42 | 19 | 16 | 7 | 94  | 88  | 45  |
| Kitchener Flying Dutchmen | 42 | 19 | 19 | 4 | 105 | 118 | 42  |
| Buffalo Bisons            | 42 | 17 | 18 | 7 | 89  | 72  | 41  |
| London Panthers           | 42 | 16 | 22 | 4 | 86  | 113 | 36  |
| Hamilton Tigers           | 42 | 14 | 24 | 4 | 83  | 115 | 32  |
| Niagara Falls Cataracts   | 42 | 12 | 28 | 2 | 70  | 128 | 26  |